# Nicolás Redondo Terreros
Nicolás Redondo Terreros (Portugalete, Vizcaya, 16 de junio de 1958) es un político español, que fue secretario general del Partido Socialista de Euskadi-Euskadiko Ezkerra (PSE-EE) entre 1997 y 2002.

## Biografía
Hijo de Nicolás Redondo Urbieta, dirigente sindical de la Unión General de Trabajadores, su abuelo Nicolás Redondo Blanco fue también un destacado dirigente socialista y uno de los primeros concejales del Partido Socialista Obrero Español en Vizcaya. A los ocho años se trasladó, junto a su hermana pequeña Idoia, a Las Hurdes, lugar donde había sido desterrado su padre. Al año siguiente volvió al País Vasco.
Estudió Derecho, licenciándose por la Universidad de Deusto. Comenzó su carrera política afiliándose a las Juventudes Socialistas de España en 1975. Entre 1977 y 1978 fue secretario de Relaciones Políticas de la Comisión Ejecutiva del Partido Socialista de Euskadi (PSE) de Vizcaya.
En 1984 obtuvo un escaño en el Parlamento Vasco por Vizcaya. Durante esta época se inició una relación de entendimiento entre el Partido Nacionalista Vasco (PNV) y el PSE que llevó a este último a participar en el Gobierno Vasco en varias ocasiones. Redondo Terreros entró en la ejecutiva del PSE-PSOE en 1988, y en 1989 sustituyó a Ricardo García Damborenea como secretario general de la Agrupación Socialista de Vizcaya. Fue elegido secretario político del PSE en 1993. En 1997 sustituyó a Ramón Jáuregui como secretario general del Partido Socialista de Euskadi-Euskadiko Ezkerra (PSE-EE), con el apoyo de las agrupaciones vizcaína y guipuzcoana, dirigidas por Rodolfo Ares y Jesús Eguiguren, respectivamente, y en 1998, siendo elegido dentro de su partido mediante elecciones primarias, en las que derrotó a Rosa Díez, se presentó por primera vez como candidato a lendakari por el PSE-EE.
El 30 de junio de 1998 la ejecutiva del PSE-EE decidió, a propuesta suya, abandonar el gobierno de coalición con los nacionalistas vascos. La razones aducidas por Nicolás Redondo Terreros fueron la reforma del reglamento del Parlamento Vasco, en la que los grupos nacionalistas se negaron a exigir jurar la Constitución como condición ineludible para acceder al cargo de parlamentario, y el acercamiento entre Herri Batasuna y el PNV. Poco después, tras la firma del Pacto de Estella en septiembre de 1998, inició un acercamiento al Partido Popular del País Vasco (PP) liderado por Jaime Mayor Oreja.
En julio de 2000 fue nombrado secretario federal de Relaciones Institucionales del PSOE, en el mismo congreso en que José Luis Rodríguez Zapatero fue elegido secretario general del partido.
En 2001 volvió a presentarse como candidato a la presidencia del Gobierno Vasco, en unas elecciones marcadas por el frentismo y en las que se preveía que PP y PSE-PSOE podrían pactar tras las elecciones para desalojar al PNV de la presidencia. En dichas elecciones, el PSE-EE bajó de 14 a 13 escaños. Por su parte, el PNV consiguió su máximo histórico al presentarse en coalición con Eusko Alkartasuna, alcanzando 33 escaños con el 42,7 % de los votos, lo cual no permitió que un acuerdo entre PSE-EE y PP pudiera desalojar al PNV del Gobierno Vasco. Las abiertas discrepancias con la línea política del PSE-PSOE lo llevaron, ese mismo año, a dimitir de todos sus cargos en el partido. Paradójicamente, el sector de Rosa Díez se había convertido en el único apoyo de Redondo en el partido, al haber perdido el respaldo de Rodolfo Ares y Jesús Eguiguren.
En 2001 fue nombrado presidente de la Fundación para la Libertad, manifestando una opinión crítica respecto a la línea política del PSE-EE y del PSOE, aunque también señalaba respecto al exlendakari socialista Patxi López que «es una persona a la que estimo y considero, esté de acuerdo o no con sus opiniones». En consonancia con esto, se negó a seguir a otros exdirigentes y simpatizantes del PSE-EE en la fundación de UPyD (como Rosa Díez, Aurelio Arteta y Fernando Savater) o en su acercamiento al PP (Gotzone Mora o Edurne Uriarte).
Renunció a su reelección como secretario general del PSE-EE tras un criticado encuentro con Ricardo García Damborenea en el año 2002. A partir de entonces compaginó su actividad en la Fundación para la Libertad con su profesión como abogado y consejero de FCC, ya que antes había sido consejero de Cementos Alfa.
Actualmente colabora con Carlos Herrera en su programa Herrera en COPE. Crítico en diferentes ocasiones con el Gobierno de Pedro Sánchez, ha mostrado su tajante oposición a la reforma del delito de sedición previsto por el Ejecutivo, como así lo señaló en una columna publicada en prensa. Antes, había firmado una declaración conjunta con otros políticos como Francesc de Carreras o César Antonio Molina para que, luego de las elecciones de noviembre de 2019, se alcanzase un acuerdo de gobierno entre las fuerzas llamadas "constitucionalistas", cosa que no resultó. Acusado de apoyar a la candidata popular Isabel Díaz Ayuso a la reelección como Presidente de la Comunidad de Madrid, el PSOE le abrió, así como al expresidente de la región metropolitana, Joaquín Leguina, un expediente de expulsión. Sin embargo, unos meses después la dirección del partido retiró el expediente, manteniendo abierto el de Leguina, porque «no queda acreditado la comisión de las faltas atribuidas y sí queda acreditado que Nicolás Redondo actuó solicitando la rectificación de las informaciones publicadas, negando haber solicitado el voto para Díaz Ayuso al tiempo que defendió al candidato del PSOE». El ex secretario general de los socialistas vascos agradeció el apoyo del exvicepresidente del Gobierno, Alfonso Guerra, y concluyó que su absolución «apuntala un amplio margen de discrepancia en el seno del PSOE». Sin embargo, el 14 de septiembre de 2023, se difundió la expulsión del PSOE.